# Episodi di Miss Marple (serie televisiva 2004) (terza stagione)
La terza stagione della serie televisiva Miss Marple è stata trasmessa in prima visione in Canada sul canale PBS dal 28 gennaio al 3 giugno 2007.
In Italia la stagione è stata trasmessa su Hallmark Channel dal 5 al 26 agosto 2009.
| nº | Titolo originale    | Titolo italiano              | Prima TV USA     | Prima TV Italia |
| -- | ------------------- | ---------------------------- | ---------------- | --------------- |
| 1  | At Bertram's Hotel  | Miss Marple al Bertram Hotel | 1º aprile 2007   | 26 agosto 2009  |
| 2  | Ordeal by Innocence | Le due verità                | 3 giugno 2007    | 19 agosto 2009  |
| 3  | Towards Zero        | Verso l'ora zero             | 28 gennaio 2007  | 5 agosto 2009   |
| 4  | Nemesis             | Nemesi                       | 25 febbraio 2007 | 12 agosto 2009  |

## Miss Marple al Bertram Hotel
- Titolo originale: At Bertram's Hotel
- Diretto da: Dan Zeff
- Scritto da: Tom MacRae

### Trama
Miss Marple si trova in vacanza in un lussuoso albergo londinese. Durante il soggiorno si verificano degli strani episodi che culmineranno con un omicidio, che ha possibili collegamenti con una serie di audaci rapine compiute a Londra e in altre città.
- Romanzo: Miss Marple al Betram Hotel

## Le due verità
- Titolo originale: Ordeal by Innocence
- Diretto da: Moira Armstrong
- Scritto da: Stewart Harcourt

### Trama
Il dottor Calgary si reca dalla famiglia Argyle per una ragione molto importante: Jacko Argyle, giustiziato per aver ucciso sua madre adottiva, Rachel Argyle, era innocente. Al momento del delitto il giovane si trovava insieme a lui. La reazione della famiglia non è quella che Calgary si aspetta, tutti sono sconvolti, dal momento che l'assassino deve essere per forza uno degli Argyle. Il dottor Calgary e Miss Marple si impegneranno a condurre indagini, parallelamente a quelle della polizia, per assicurare che gli innocenti non paghino per le colpe altrui.
- Romanzo: Le due verità

In questo episodio vi recita la cantante Lisa Stansfield.

## Verso l'ora zero
- Titolo originale: Towards Zero
- Diretto da: David Grindley
- Scritto da: Kevin Elyot

### Trama
Lady Camilla Tressilian, come ogni estate, invita presso di sé vari parenti e amici. Ma si crea una situazione imbarazzante quando Nevile dice a Lady Camilla che quest'estate saranno presenti sia la sua ex moglie che la sua nuova moglie. Dal momento del loro arrivo la tensione andrà crescendo, fino a quando verrà scoperto il cadavere di Lady Tressilian. 
- Romanzo: Verso l'ora zero
- Altri interpreti: Julian Sands (Thomas Royde), Zoë Tapper (Kay Strange), Paul Nicholls (Ted Latimer), Greg Wise (Nevile Strange), Saffron Burrows (Audrey Strange), Julie Graham (Mary Aldin), Tom Baker (Frederick Treves), Eileen Atkins (Lady Camilla Tressilian), Greg Rusedski (Merrick), Wendy Nottingham (signora Rogers), Amelda Brown (Barrett), Peter Symonds (Hurstall), Eleanor Turner-Moss (Diana), Guy Williams (Dr. Lazenby), Jo Woodcock (Alice), Alan Davies (Mallard), Ben Meyjes (Tipping), Thomas Arnold (Jones), Stewart Bewley (PC Williams), Mike Burnside (George)

## Nemesi
- Titolo originale: Nemesis
- Diretto da: Nicolas Winding Refn
- Scritto da: Stephen Churchett

### Trama
Dopo essere scomparso, il finanziere John Rafiel chiede a Miss Marple di risolvere un omicidio. L'unico problema è che l'assassinio può non essere ancora avvenuto e la vittima non è ancora stata riconosciuta. Gli unici indizi che Rafiel ha lasciato sono due biglietti per il Daffodil Tour Company's Mystery Tour. Jane, affiancata dal nipote Raymond West, pensa che la causa sia legata a quella della signorina Verity Hunt, una donna che nel 1939 stava fuggendo dal suo pazzo padrone di casa per poi scomparire di seguito.
- Romanzo: Miss Marple: Nemesi